# Pouy
Pouy é uma comuna francesa na região administrativa de Occitânia, no departamento dos Altos Pirenéus. Estende-se por uma área de 1,92 km². Em 2010 a comuna tinha 46 habitantes (densidade: 24 hab./km²). Cidade natal de São Vicente de Paulo.